# Gilson Peranzzetta

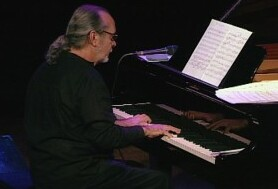
Gilson Peranzzetta tocando el piano.

Gilson José de Azeredo Peranzzetta (Río de Janeiro, 21 de abril de 1946) es un pianista, compositor, director de orquesta y arreglista brasileño.

## Biografía
Gilson Peranzzetta nació en una familia de músicos. A los nueve años de edad comenzó a estudiar acordeón, y un año más tarde decidió cambiar por el piano.
Estudió en la Escuela Nacional de Música y en el Conservatorio Brasileño de Música (ambos en Río de Janeiro).
En 1964 comenzó su carrera profesional acompañando a varios artistas como
Antonio Carlos,
Elizeth Cardoso,
Gal Costa,
María Creuza,
Gonzaguinha,
Joanna,
Jocafi,
Edu Lobo,
Iván Lins y
Simone.
Con Iván Lins se desempeñó durante diez años como arreglista, director musical y productor.
El productor Quincy Jones (1933-) lo ha mencionado como uno de los mejores arreglistas del mundo.
A lo largo de su carrera, Gilson Peranzzetta ha recibido numerosos premios, entre ellos tres premios Sharp de Música al mejor arreglista, mejor compositor y mejor intérprete.
Desde 1995 ha realizado 33 álbumes solistas ―los últimos nueve publicados por la empresa discográfica Marari, creada por Peranzzetta en 1999― y ha participado en cientos de álbumes de otros artistas como pianista, productor y arreglista.
Su último disco ―Manhã de Carnaval (Mañana de Carnaval), de 2005, se publicó simultáneamente en Brasil, Argentina y España.
También ha compuesto bandas sonoras para películas y series de televisión. Su obra «Setembro» ―compuesta en colaboración con Iván Lins― fue incluida en la banda sonora de la premiada
serie estadounidense Dallas,
la miniserie brasileña Labirinto e ciúme (‘laberinto y celos’).
en las películas
Boyz n the Hood (Los chicos del barrio, de 1991),
Sorriso de luz y
Dom (de 2003; con Marcos Palmeira y María Fernanda Cândido).
Peranzzetta compuso más de 150 canciones, muchas de ellas grabadas por artistas nacionales como
Dori Caymmi,
Nana Caymmi
Djavan,
Jane Duboc,
Ivan Lins,
Joyce,
Leila Pinheiro,
y artistas internacionales como
George Benson,
Shirley Horn,
Quincy Jones,
Dianne Schurr,
Sarah Vaughan,
entre otros
Se presenta anualmente en Japón, Estados Unidos y España (donde vivió durante tres años). Cada dos años, la grabación con la WDR Big Band (de la ciudad alemana de Colonia) y realiza una gira por Europa en calidad de director de orquesta, arreglista e intérprete.
Para la música de concierto, Gilson escribió la suite Mirage para piano y orquesta sinfónica (estrenada en 1997 por la Jazz Sinfônica de São Paulo), y la suite Metamorfosis, para piano y orquesta (estrenada en 2002 por la Orquesta Sinfónica Brasileña, con Peranzzetta como solista al piano).
Para piano y orquesta de cuerdas compuso Cantos da vida y Valsa pra Lili. Grabó con el Río Cello Ensemble el álbum Sorrir, y participó en dos álbumes del Quinteto Villa-Lobos como compositor e intérprete. Desde 2004 desarrolla una obra que une la música académica con la música popular junto a Mauro Senise (saxo y flauta) y David Chew (violonchelo), que grabó en el álbum Extra de varios (2005).
En enero de 2006 fue invitado por el compositor Billy Blanco para orquestar y dirigir la Sinfonía de Río de Janeiro (compuesta por Tom Jobim y Billy Blanco). Además Peranzzetta compuso una nueva introducción y todas las conexiones entre las canciones. El resultado fue una memorable actuación en la sala Cecilia Meirelles con la participación de la Orquestra dos Sonhos (Orquesta de los Sueños), dirigida por Paschoal Perrotta y los cantantes Pery Ribeiro, Leila Pinheiro, Doris Monteiro, Zé Renato, Pablo Márquez y Elza Soares.
En 2006 Peranzzetta lanzó en la discográfica Marari dos nuevos álbumes: Valsas e canções (‘valses y canciones’) y Bandeira do divino (‘divino y la bandera.
Actualmente, Gilson Peranzzetta realiza conciertos
como solista,
como pianista solista invitado en obras orquestales,
a dúo con Mauro Senise (con quien ha lanzado tres discos en 18 años de asociación),
con su trío «popular» ―formado por Luiz Alves (contrabajo) y Juan Cortez (tambores)―, y
con su trío «erudito» ―con Mauro Senise (saxo y flauta) y David Chew (chelo)―.
Además enseña en talleres de interpretación, arreglos y composición.